# 朱格拉周期
朱格拉周期（Juglar cycle）由法国医生克莱门特·朱格拉提出。他在1862年出版了一本书《论德、英、美三国经济危机及其发展周期》，提出了十年为一个循环的经济周期理论，一个经济周期会经历“上升”、“爆发”和“清算”。后人把这种中等长度的经济周期称为“朱格拉周期”，也称“朱格拉”中周期。